# Lee Chang-hwan
Lee Chang-hwan (kor. 이창환, ur. 16 marca 1982) – koreański łucznik, mistrz olimpijski, czterokrotny mistrz świata. Startuje w konkurencji łuków klasycznych.
Największym jego osiągnięciem jest złoty medal olimpijski w konkurencji drużynowej w Pekinie (2008), oraz mistrzostwo świata indywidualnie z Ulsan (2009). Jest też trzykrotnym mistrzem świata drużynowo: w Pekinie (2001), Lipsku (2007) i Ulsan (2009). Mistrz Igrzysk Azjatyckich 2006 w konkurencji drużynowej mężczyzn.